# Ялове
Я́лове — село в Жденіївській селищній громаді Мукачівського району Закарпатської області України.
Перша згадка у 1543-році як Jalowa. Інші згадки: 1648- Jalova, 1773-Jalova, 1913-Jávor.

### Церква Вознесіння Господнього. XIXст.
У Яловому стоїть дерев'яна церква з групи барокових церков Воловеччини. Перша церква в Яловому була споруджена з ялиці на горбочку у 1814 році(про це мав би свідчити і дзвін з датою «1815»), коли село налічувало 11 сімей, а теперішня церква є другою.
Згідно з іншим переказом, церкву споруджено в 1803 р., а в 1883 р. її перенесено на теперішнє місце. Храм із смерекового дерева розміщений у центрі села, на пагорбі.
Бляшане покриття, що замінило ґонт у 1930 р., не так впадає в очі, бо вкриває лише дахи та опасання. Дехто вважає, що ґанок було прибудовано пізніше. Усередині всі три частини храму перекрито коробовими склепіннями, а між бабинцем та навою влаштовано високий арковий прохід.
Згідно з переказом, іконостас нібито передали в Яловий з розібраної дерев'яної церкви в Волівці. Кілька ікон та царські двері купив Закарпатський краєзнавчий музей.
Найновіше оздоблення храму в 1991 р. (обшивку зрубів прес-картоном, ремонт бані над вежею, перемалювання іконостаса) здійснив умілець з Нижніх Воріт Ілля Ґайґер. Хори збільшили, оперши конструкцію на величезний металевий швелер.
За словами колишнього куратора Михайла Бурдюха, впродовж першого десятиріччя XX ст. певні роботи проводив будівничий Ілько Німець, що будував церкву в Задільському, а надбанний хрест, що давніше був над вівтарем, містить у сонечку дату 1903.
Дерев'яна дзвіниця біля церкви — єдина дзвіниця місцевого стилю, не вкрита бляхою. Усередині на зрубі видно нерозбірливі написи та дату 1886. Крім старого дзвона, є ще два, відлиті Р. Герольдом у Хомутові в 1925 р.
Напис на Служебнику, виданому в Києво-Печерській лаврі 1629 р., свідчить, що книгу купив Кость Ковачин із дружиною Анною для села Задільського 8 листопада 1710 р.
Докладніше: Церква Вознесіння Господнього (Ялове)

## Присілки
Пудголічка
Пудголічка - колишнє село в Україні, в Закарпатській області.
Обєднане з селом Ялове
Згадки:   1898: Pudholicska, 1902: Pudholicska, 1907: Pudholicska, 1913: Pudholicska, 1944: Podholicska

## Географія
Понад селом тече Яловський струмок.

## Туристичні місця
- деревяний храм Вознесіння Господнього. XIX ст.
-  пригирловій частині на правому березі Яловського струмка на західній стороні на відстані приблизно 2,58 км розташований пам'ятник природи Високий Камінь

## Населення
Згідно з переписом УРСР 1989 року чисельність наявного населення села становила 292 особи, з яких 141 чоловік та 151 жінка.
За переписом населення України 2001 року в селі мешкало 277 осіб.

### Мова
Розподіл населення за рідною мовою за даними перепису 2001 року:
| Мова       | Відсоток |
| ---------- | -------- |
| українська | 97,84 %  |
| російська  | 1,80 %   |
| румунська  | 0,36 %   |